# Dzioborożec maskowy
Dzioborożec maskowy (Penelopides panini) – gatunek średniej wielkości ptaka z rodziny dzioborożców (Bucerotidae), zamieszkujący Filipiny. Jest zagrożony wyginięciem.

## Systematyka
Systematyka tego gatunku jest sporna. Niekiedy gatunek ten uznawany był za jedynego przedstawiciela rodzaju Penelopides. Obecnie do Penelopides panini zaliczane są jedynie dwa podgatunki (nominatywny i ticaensis), pozostałe wydzielono do czterech osobnych gatunków: P. manillae (dzioborożec luzoński), P. mindorensis (dzioborożec mindorski), P. affinis (dzioborożec mindanajski) i P. samarensis (dzioborożec samarski). Na stosowanej przez IUCN liście ptaków świata opracowywanej we współpracy BirdLife International z autorami Handbook of the Birds of the World takson samarensis klasyfikowany jest jako podgatunek dzioborożca mindanajskiego (P. affinis samarensis).

## Zasięg występowania
Dzioborożec maskowy występuje w zależności od podgatunku:
- P. panini ticaensis – Ticao (północno-środkowe Filipiny)
- P. panini panini – Masbate, Panay, Sicogon, Pan de Azucar, Guimaras i Negros (środkowe Filipiny)

## Morfologia
Długość ciała około 45 cm. Wyraźny dymorfizm płciowy. Samiec żółtawo-biało-rudy, z czarnymi pokrywami usznymi, policzkami i pasem na gardle; grzbiet ciała i skrzydła czarne z połyskiem niebieskawym do oliwkowego, pokrywy nad- i podogonowe rude, ogon biały do jasnorudego z czarną końcówką. Dziób i rogowa narośl na nim czarno-bordowe, z czerwonawymi i żółtawymi poprzecznymi prążkami na obu szczękach; naga biała skóra wokół oka i pod dziobem. Samice mniejsze od samców, są prawie całe czarne oprócz ogona, który wygląda podobnie jak u samców; naga skóra wokół oczu i na gardle tuż pod dziobem jasnoniebieska.

## Status
Międzynarodowa Unia Ochrony Przyrody (IUCN) uznaje dzioborożca maskowego za gatunek zagrożony (EN, Endangered). W oparciu o dane z 2001 roku szacowano liczebność populacji na około 1200 dorosłych osobników, obecnie prawdopodobnie cała populacja nie przekracza 1000 osobników. Trend liczebności populacji uznawany jest za silnie spadkowy ze względu na wylesianie i polowania. Na niektórych mniejszych wyspach gatunek ten już wymarł.